# ماركيز هوستن
ماركيز هوستن (بالإنجليزية: Marques Houston)‏ هو مغني وموسيقي وراقص وممثل أمريكي، ولد في 4 أغسطس 1981 بلوس أنجلوس في الولايات المتحدة.

## وصلات خارجية
- ماركيز هوستن على موقع IMDb (الإنجليزية)
- ماركيز هوستن على موقع ألو سيني (الفرنسية)
- ماركيز هوستن على موقع ميوزك برينز (الإنجليزية)
- ماركيز هوستن على موقع أول موفي (الإنجليزية)
- ماركيز هوستن على موقع قاعدة بيانات الأفلام السويدية (السويدية)
- ماركيز هوستن على موقع إن إن دي بي (الإنجليزية)
- ماركيز هوستن على موقع أول ميوزيك (الإنجليزية)
- ماركيز هوستن على موقع ديسكوغز (الإنجليزية)
- ماركيز هوستن على موقع قاعدة بيانات الفيلم (الإنجليزية)
- ماركيز هوستن على موقع كينوبويسك (الروسية)